# Montepulciano

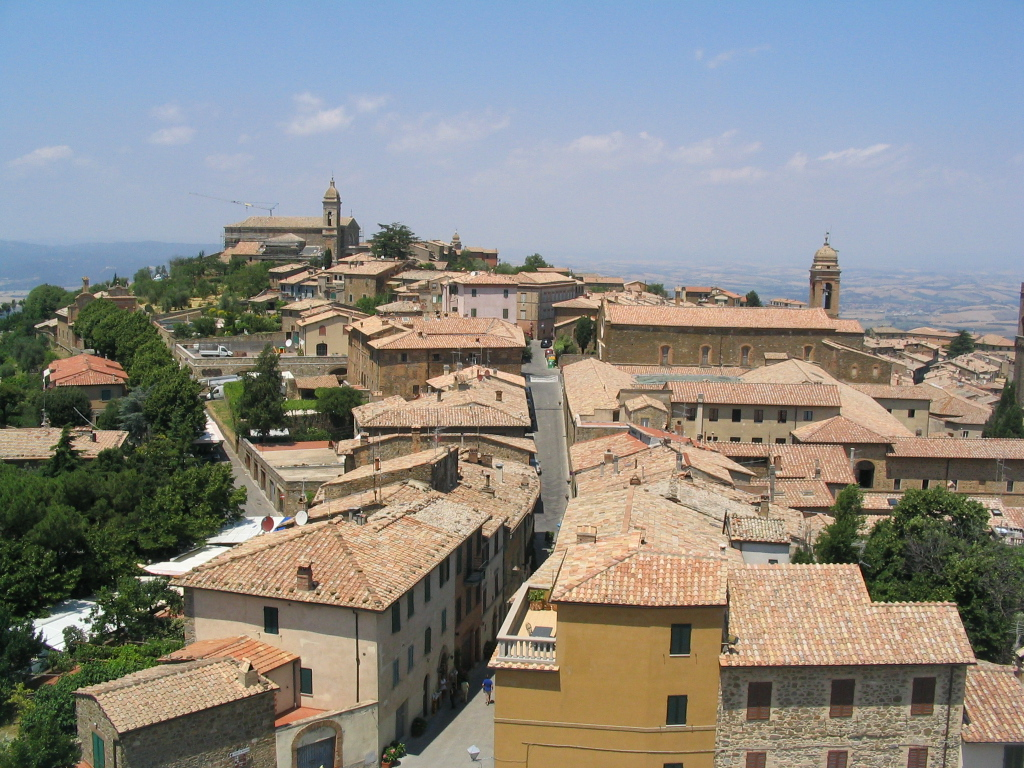
Montepulciano

Montepulciano – miejscowość i gmina we Włoszech, w regionie Toskania, w prowincji Siena.
Według danych na rok 2004 gminę zamieszkiwało 13 870 osób, 84,1 os./km².
W Montepulciano urodził się św. Robert Bellarmin (1542-1621) biskup i doktor Kościoła.

## Wybrane zabytki
- katedra pw. Wniebowzięcia NMPanny (Santa Maria Assunta) zbudowana w latach 1592–1630 na podstawie projektu Ippolita Scalzy z nieukończona fasadą. Wewnątrz tryptyk Zwiastowanie Taddea di Bartolo;
- kościół pw. San Biagio, zbudowany w stylu renesansowym z miodowo-kremowego trawertynu przez Antonia da Sangallo;
- kościół pw. św. Agnieszki z charakterystyczna pasiastą fasadą, zbudowany w XIV wieku, przebudowany w 1511 przez Antonia da Sangallo;
- ratusz (Palazzo Comunale) zbudowany przez Michelozza w stylu nawiązującym do Palazzo Vecchio we Florencji;
- Palazzo Bucelli, w którego dolną część fasady wmurowano etruskie płaskorzeźby i urny grobowe;
- XVI-wieczny monumentalny Palazzo Nobili-Tarugi
- Palazzo Neri Orselli — od 1957 r. siedziba Muzeum Miejskiego. W jego zbiorach znajdują się m.in. eksponaty archeologiczne oraz kolekcja dzieł sztuki dawnej (malarstwo, rzeźba).

## Bravio delle botti
Od 1974 r. w ostatnią niedzielę sierpnia na ulicach miasta rozgrywa się turniej beczek (Bravio delle botti). Bravio zastąpiło coroczne, organizowane od 1374 r. wyścigi konne podobne m.in. do sieneńskiego Palio. Uczestnikami turnieju są reprezentanci ośmiu historycznych dzielnic (contrada) Montepulciano. Drużyna każdej dzielnicy składa się z dwóch biegaczy (spingitori). Konkurencja polega na przetoczeniu beczki wina o wadze 80 kg ulicami historycznego centrum od Colonna del Marzocco do mety na placu katedralnym (Piazza Grande). Całkowita odległość, którą muszą pokonać drużyny wynosi około 1800 m. Prawie cała trasa prowadzi pod górę, ulice są wąskie i kręte, beczki są trudne do kierowania co sprawia, że kolizje są częste. Podobnie jak w Sienie, choć na mniejszą skalę, Bravio jest świętem miasta. Towarzyszą mu liczne imprezy — nabożeństwa kościelne w intencji zwycięstwa, błogosławienie drużyn, uroczyste posiłki w siedzibie każdej z dzielnic.

## Kinematografia
- W Montepulciano kręcono w 2009 roku sceny (według książki rozgrywające się w Volterze) do filmu Saga „Zmierzch”: Księżyc w nowiu.
- Plac katedralny i ratusz w Montepulciano odgrywa rolę ulic Florencji w kilku odcinkach pierwszego sezonu serialu o rodzie Medyceuszy pt. "Medici: Masters of Florence" z 2016 r.
- W Montepulciano rozgrywała się częściowo akcja filmu „Niebo” wyreżyserowanego przez Toma Tykwera, na podstawie ostatniego scenariusza duetu Krzysztof Kieślowski - Krzysztof Piesiewicz.